# 云树
云树（学名：Garcinia cowa）是金丝桃科藤黄属的植物。分布于安达曼群岛、中南半岛、孟加拉、印度、马来群岛以及中国大陆的云南等地，生长于海拔150米至1,300米的地区，一般生于沟谷和低丘陵潮湿的杂木林中，目前尚未由人工引种栽培。

## 别名
云南山竹子（中国高等植物图鉴），给哈蒿（云南西双版纳傣语）

## 外部連結
- 7,9,12-三羥基-2,2-二甲基-2H,6H-吡喃(3,2-b)-6-占噸酮 7,9,12-Trihydroxy-2,2-dimethyl-2H,6H-pyrano(3,2-b)xanthen-6-one（页面存档备份，存于） 中草藥化學圖像數據庫 (香港浸會大學中醫藥學院) （中文）（英文）